# 斜めCT
斜めCT（ななめCT）とは、X線検査装置のうち傾斜コーンビーム方式を用いたCT装置を指す。
名前のとおり、斜めCTは、X線を斜め方向から対象物体に照射し、検出器でその透視画像を各方向から撮影することで、対象物体の断層像を得る。一般的に、斜めCT装置では回転台に対象物体を置き、回転台を回すことによって各方向から撮影画像を得る。基板のような薄い物体の断層像を得て、その欠陥を発見することができる。
2008年現在、斜めCTでは、検出器を垂直方向から水平方向まで置いて撮影した画像に対して、対象物体の断層像を得ることができる。対象物体の断層像を得るアルゴリズムは、3次元CT画像再構成法であるFDK法から導出できる。すなわち、検出器を垂直方向に置いた時は、FDK法をそのまま使って画像再構成を行い、他の方向に置いた場合は、座標変換を行って、FDK法の導出方法に合わせれば、すぐに再構成数式が導出できる。

## 垂直検出器撮像方法および座標系
まず、検出器座標系を次のように表示する。
{\displaystyle {\vec {e}}_{u}=(-\sin \lambda ,\cos \lambda ,0)},   {\displaystyle {\vec {e}}_{w}=(0,0,1)}.
また、
{\displaystyle {\overline {v}}=x\cos \lambda +y\sin \lambda }
とすると、検出器上の点 {\displaystyle ({\overline {u}},{\overline {w}})} と対象物体の座標系の点 {\displaystyle (x,y,z)} の関係は、次のように表示することができる。
{\displaystyle {\overline {u}}={\frac {R}{R-{\overline {v}}}}(-x\sin \lambda +y\cos \lambda )},     {\displaystyle {\overline {w}}={\frac {R}{R-{\overline {v}}}}(z-d)+d}.

## 垂直検出器撮像の再構成方法
コーンビームCT画像再構成であるFDK法は、次のように表示できる。
{\displaystyle f(x,y,z)=-{\frac {1}{4\pi ^{2}}}\int _{0}^{2\pi }d\lambda {\frac {R^{2}}{(R-{\overline {v}})^{2}}}\int duh({\overline {u}}-u)g_{\lambda }(u,{\overline {w}}){\frac {R}{\sqrt {R^{2}+u^{2}+({\overline {w}}-d)^{2}}}}}.
上述の式において、関数{\displaystyle h()}はRampフィルタである。

## 水平検出器撮像方法および座標系
まず、検出器座標系を次のように表示する。
{\displaystyle {\vec {e}}_{p}=(-\sin \lambda ,\cos \lambda ,0)},   {\displaystyle {\vec {e}}_{q}=(-\cos \lambda ,-\sin \lambda ,0)}.
検出器上の点 {\displaystyle ({\overline {p}},{\overline {q}})} と対象物体の座標系の点 {\displaystyle (x,y,z)} の関係は、次のように表示することができる。
{\displaystyle {\overline {p}}={\frac {d}{d-z}}(-x\sin \lambda +y\cos \lambda )},     {\displaystyle {\overline {q}}=-{\frac {d}{d-z}}(x\cos \lambda +y\sin \lambda )+{\frac {Rz}{d-z}}}.

## 水平検出器撮像の再構成方法
まず、座標変換を行い、その結果をFDK法を導出する式に合わせると、画像再構成式は次のようになる。
{\displaystyle f(x,y,z)=-{\frac {1}{4\pi ^{2}}}\int _{0}^{2\pi }d\lambda {\frac {R^{2}}{(R-{\overline {v}})^{2}}}\int dph({\overline {p}}-p)g_{\lambda }(p,{\overline {q}}){\frac {(R+{\overline {q}})^{2}}{R{\sqrt {(R+{\overline {q}})^{2}+p^{2}+d^{2}}}}}}.

## 任意検出器撮像方法および座標系
まず、任意検出器座標系を次のように表示する。
{\displaystyle {\vec {e}}_{\varphi }=(-\sin \lambda ,\cos \lambda ,0)},   {\displaystyle {\vec {e}}_{\chi }=(-\cos \lambda ,-\sin \lambda ,0)\sin \theta +(0,0,1)\cos \theta }.
検出器上の点 {\displaystyle ({\overline {\varphi }},{\overline {\chi }})} と対象物体の座標系の点 {\displaystyle (x,y,z)} の関係は、次のように表示することができる。
{\displaystyle {\overline {\varphi }}={\frac {(R\cos \theta +d\sin \theta )(-x\sin \lambda +y\cos \lambda )}{(R-x\cos \lambda -y\sin \lambda )\cos \theta +(d-z)\sin \theta }}},     {\displaystyle {\overline {\chi }}={\frac {Rz-d(x\cos \lambda +y\sin \lambda )}{(R-x\cos \lambda -y\sin \lambda )\cos \theta +(d-z)\sin \theta }}}.

## 任意検出器撮像の再構成方法
まず、座標変換を行い、その結果をFDK法を導出する式に合わせると、画像再構成式は次のようになる。
{\displaystyle f(x,y,z)=-{\frac {1}{4\pi ^{2}}}\int _{0}^{2\pi }d\lambda {\frac {R^{2}}{(R-{\overline {v}})^{2}}}\int d\varphi h({\overline {\varphi }}-\varphi )g_{\lambda }(\varphi ,{\overline {\chi }}){\frac {(R+{\overline {\chi }}\sin \theta )^{2}}{R{\sqrt {(R+{\overline {\chi }}\sin \theta )^{2}+\varphi ^{2}+(d-{\overline {\chi }}\cos \theta )^{2}}}}}}.